# Nangalkot
Nangalkot è un sottodistretto (upazila) del Bangladesh situato nel distretto di Comilla, divisione di Chittagong. Si estende su una superficie di 286,44 km² e conta una popolazione di 373 987 abitanti (censimento 2011).